# Даме-Шпревальд (район)
Да́ме-Шпре́вальд (нем. Dahme-Spreewald) — район в Германии. Центр района — город Люббен. Район входит в землю Бранденбург. Занимает площадь 2261 км². Население — 162,0 тыс. чел. (2010). Плотность населения — 72 человека/км².
Официальный код района — 12 0 61.
Район подразделяется на 37 общин.

## Города и общины
1. Кёнигс-Вустерхаузен (34 008)
2. Люббен (14 128)
3. Шёнефельд (13 250)
4. Цойтен (10 403)
5. Луккау (10 146)
6. Вильдау (9908)
7. Миттенвальде (8703)
8. Шульцендорф (7702)
9. Хайдезе (7072)
10. Бестензе (6700)
11. Айхвальде (6236)
12. Меркише-Хайде (4350)
13. Хайдеблик (3996)

Управление Гольсенер-Ланд
1. Гольсен (2611)
2. Казель-Гольциг (733)
3. Дрансдорф (622)
4. Штайнрайх (574)

Управление Либерозе/Обершпревальд
1. Швилохзе (1627)
2. Либерозе (1494)
3. Ной-Цаухе (1168)
4. Штраупиц (988)
5. Билегуре-Билен (811)
6. Ямлиц (602)
7. Альт-Цаухе-Вусверк (550)
8. Шпревальдхайде (547)

Управление Унтершпревальд
1. Шёнвальд (1188)
2. Берстеланд (913)
3. Унтершпревальд (863)
4. Рицнойендорф-Штаков (642)
5. Шлепциг (622)
6. Краусник-Грос-Вассербург (619)

Управление Шенкенлендхен
1. Грос-Кёрис (2342)
2. Хальбе (2167)
3. Тойпиц (1838)
4. Меркиш-Буххольц (789)
5. Шверин (624)
6. Мюнхехофе (496)

(30 сентября 2010)